# John Sheridan (Babylon 5)
John J. Sheridan este un personaj principal în universul fictiv al serialului de televiziune science-fiction Babylon 5, interpretat de Bruce Boxleitner. În cea mai mare parte a seriei, el este comandantul stației Babylon 5; în sezonul final al seriei este președintele Alianței Interstelare. În cele din urmă s-a căsătorit cu ambasadoarea Minbari Delenn și au avut un fiu, David Sheridan II.
John Sheridan este un descendent al generalului Philip Sheridan care a participat în Războiul Civil American.

## Personalitate
În primul sezon,  comandantul stației Babylon 5 este Jeffrey Sinclair (interpretat de Michael O'Hare). Din cauza problemelor de sănătate ale lui Michael O'Hare, din sezonul 2, scenariul serialului a fost schimbat și comandantul stației Babylon 5 a fost John Sheridan.
John Sheridan este incoruptibil. Este, de asemenea, un lider dinamic, idealist și carismatic, care poate inspira loialitate acerbă pentru subordonații săi. Cu toate acestea, Sheridan este arătat uneori nechibzuit și încăpățânat și, la fel ca al doilea comandant al său, Susan Ivanova, are un temperament aprig care poate duce la explozii ocazionale de furie. Din fericire, el tinde să se calmeze rapid și, de obicei, demonstrează că este o personalitate veselă și optimistă. Cea de-a doua soție a sa, Anna Sheridan, a fost (aparent) ucisă în timp ce explora o planetă îndepărtată, iar atunci când a preluat comanda Babylon 5 la începutul sezonului 2, moartea încă îl deranjează. 
După „întoarcerea dintre morți” a lui Sheridan în cel de-al treilea sezon, el afișează o nerăbdare din ce în ce mai mare în privința îndeplinirii obiectivelor sale. Acest lucru este cauzat totuși de faptul că în sezonul patru, el află că mai are doar douăzeci de ani de trăit. Până la sfârșitul seriei, Sheridan a devenit președinte și o legendă galactică și, în general, nu există nicio îndoială că a fost o forță a binelui de-a lungul vieții sale în serie. 